# Persona (gira musical)
Persona es la segunda gira musical y la primera gira de Asia de la cantante surcoreana Taeyeon. La gira se anunció el 7 de abril de 2017, y comenzó el 12 de mayo de 2017 en el Parque Olímpico de Seúl. Persona es también la primera gira asiática de una artista surcoreana quien actualmente es miembro de un grupo de chicas.

## Conciertos

### Seúl
Los tres primeros conciertos de la gira se llevaron a cabo el 12, 13 y 14 de mayo de 2017 en el Parque Olímpico de Seúl con una audiencia de 9 000 personas.

### Taipéi
Tres conciertos fueron llevados a cabo el 19, 20 y 21 de mayo de 2017 en el estadio de Xinzhuang, Taipéi con audiencia total de 15 000 personas. Se informó que los boletos fueron agotados en siete minutos. Persona es el primer concierto de tres noches por un artista de Corea del Sur, y es el concierto más vendido de una cantante femenina surcoreana en Taiwán.

### Bangkok
Un concierto se llevará a cabo el 28 de mayo de 2017 en el Thunder Dome Stadium a con una audiencia de 5 000 personas. Los boletos se vendieron 2 minutos.

### Hong Kong
Inicialmente solo se anunció un concierto que se celebrará el 10 de junio de 2017 en AsiaWorld-Expo. El 8 de mayo de 2017, se agregó una segunda fecha debido a la demanda popular.

## Set-list
| Seúl |
| --- |
| ACTO I - «U R» - «Feel So Fine» - «I» - «Make Me Love You» - «Fire» ACTO II - «I Got Love» - «I'm Okay» - «Eraser» - «Sweet Love» - «Gemini» - «Lonely Night» - «Hee Jae» (cover de Sung Si Kyung) - «Love in Color» - «Rain» - «I Blame on You» ACTO III - «Cover Up» - «Hands on Me» - «Stress» ACTO IV - «When I Was Young» - «Secret» - «11:11» / «Why» ENCORE - «Fine» - «Time Lapse» - «Curtain Call» |

| Taipéi |
| --- |
| ACTO I - «U R» - «Feel So Fine» - «I» - «Make Me Love You» - «Fire» ACTO II - «I Got Love» - «I'm Okay» - «Eraser» - «Sweet Love» - «Gemini» - «Lonely Night» - «Hee Jae» (cover de Sung Si Kyung) - «Love in Color» - «Rain» - «I Blame on You» ACTO III - «Cover Up» - «Hands on Me» - «Stress» ACTO IV - «When I Was Young» - «Secret» - «11:11» / «Why» ENCORE - «Fine» - «Time Lapse» - «Curtain Call» |

| Bangkok |
| --- |
| ACTO I - «U R» - «Feel So Fine» - «I» - «Make Me Love You» - «Fire» ACTO II - «I Got Love» - «I'm Okay» - «Eraser» - «Sweet Love» - «Gemini» - «Lonely Night» - «Hee Jae» (cover de Sung Si Kyung) - «Love in Color» - «Rain» - «I Blame on You» ACTO III - «Cover Up» - «Hands on Me» - «Stress» ACTO IV - «When I Was Young» - «Secret» - «11:11» / «Why» ENCORE - «Fine» - «Time Lapse» - «Curtain Call» |

| Hong Kong |
| --- |
| ACTO I - «U R» - «Feel So Fine» - «I» - «Make Me Love You» - «Fire» ACTO II - «I Got Love» - «I'm Okay» - «Eraser» - «Sweet Love» - «Gemini» - «Lonely Night» - «Hee Jae» (cover de Sung Si Kyung) - «Love in Color» - «Rain» - «I Blame on You» ACTO III - «Cover Up» - «Hands on Me» - «Stress» ACTO IV - «When I Was Young» - «Secret» - «11:11» / «Why» ENCORE - «Fine» - «Time Lapse» - «Curtain Call» |

## Fechas
| Fecha               | Ciudad    | País          | Lugar               | Ref    |
| ------------------- | --------- | ------------- | ------------------- | ------ |
| 12 de mayo de 2017  | Seúl      | Corea del Sur | Olympic Hall        | [ 9 ]  |
| 13 de mayo de 2017  | Seúl      | Corea del Sur | Olympic Hall        | [ 9 ]  |
| 14 de mayo de 2017  | Seúl      | Corea del Sur | Olympic Hall        | [ 9 ]  |
| 19 de mayo de 2017  | Taipéi    | Taiwán        | Xinzhuang Gymnasium | [ 10 ] |
| 20 de mayo de 2017  | Taipéi    | Taiwán        | Xinzhuang Gymnasium | [ 10 ] |
| 21 de mayo de 2017  | Taipéi    | Taiwán        | Xinzhuang Gymnasium | [ 10 ] |
| 28 de mayo de 2017  | Bangkok   | Tailandia     | Thunder Dome        | [ 11 ] |
| 10 de junio de 2017 | Hong Kong | Hong Kong     | AsiaWorld–Expo      | [ 12 ] |
| 11 de junio de 2017 | Hong Kong | Hong Kong     | AsiaWorld–Expo      | [ 12 ] |